# Тетрагидробиоптерин
Тетрагидробиоптерин (BH4) — кофермент, участвующий в ряде важных биохимических реакций, в частности в процессах гидроксилирования на этапе промежуточного обмена ароматических аминокислот.
Так, в составе фенилаланин-4-монооксигеназы BH4 участвует в превращении фенилаланина в тирозин. Далее тирозин при участии тирозингидроксилазы превращается в ДОФА, кофактором здесь также является BH4. Кроме того, соединение участвует в гидроксилировании триптофана в серотониновом пути метаболизма; реакция протекает под действием триптофангидроксилазы, образуется 5-гидрокситриптофан.
С нарушением образования или восстановления тетрагидробиоптерина связан ряд наследственных нарушений метаболизма. Так, дефект фермента дигидроптеридинредуктазы является причинным фактором одной из редких форм фенилкетонурии. В результате недостаточности дигидроптеридинредуктазы нарушается регенерация активной формы ТГБП, являющейся донором электронов в упомянутых реакциях гидроксилирования фенилаланина, тирозина и триптофана.

## Внешние ссылки
- "Консенсусное руководство по диагностике и терапии недостаточности тетрагидробиоптерина (BH4)" (русский перевод руководства, опубликованного в журнале редких заболеваний Orphanet в 2020 году)[1]